# Krajowi komturzy Baliwatu Utrechckiego
Lista obejmuje imiona i nazwiska zwierzchników Baliwatu Utrechckiego Zakonu Teutońskiego w Niderlandach i lata sprawowania przez nich tej funkcji. Baliwat Utrechcki powstał w 1580 roku po sekularyzacji zakonu krzyżackiego w Prusach. W 1637 roku kalwińscy członkowie zakonu zerwali z papiestwem. 
| Komtur                                              | Lata pełnienia funkcji |
| --------------------------------------------------- | ---------------------- |
| Jacob Taets van Amerongen                           | 1579–1612              |
| Diederik van Bloys van Treslong                     | 1612–1619              |
| Jasper van Lynden                                   | 1619–1620              |
| Hendrik Casimir van Nassau-Dietz (Sth. Friesland)   | 1620–1640              |
| Willem Frederik van Nassau                          | 1641–1664              |
| Floris Borre van Amerongen                          | 1664–1675              |
| Heinrich von Solms                                  | 1675–1693              |
| Hendrik Casimir van Nassau                          | 1693–1696              |
| Godard van Reede van Athlone                        | 1697–1703              |
| Frederk Borre van Amerongen                         | 1703–1722              |
| Willem van Lintelo                                  | 1723–1732              |
| Evert Jan Benjamin van Goltstein                    | 1732–1744              |
| Lucas Willem van Broekhuizen                        | 1744–1748              |
| Hendrik van Iselmuden                               | 1748–1751              |
| Frederik Willem Torck                               | 1753–1761              |
| Unico Wilhelm van Wassenaer                         | 1763–1766              |
| Frans Steven Carel van Randwijck                    | 1766–1785              |
| Karl Ludwig von Anhalt-Bernburg-Schaumburg          | 1786–1806              |
| Jan Walraad van Welderen                            | 1806–1807              |
| Arend van Raesfelt van Elsen                        | 1807                   |
| Volker Rudolf Bentinck van Schoonheeten             | 1807–1820              |
| Adriaan Wolter Willem Sloet van Sinderen            | 1820–1824              |
| Godert Willem de Vos van Steenwijk                  | 1824–1830              |
| Rudolph Hendrik van Iselmuden                       | 1831–1834              |
| Floris Willem Sloet tot Warmelo                     | 1834–1838              |
| Albert Carel Snouckaert van Schauburg               | 1838–1841              |
| Carl Wilhelm Georg Johann Bodelschwingh-Plettenberg | 1841–1850              |
| Otto Anna van Bylant                                | 1850–1857              |
| Baldwin Reynt Wouter Sloet van Hagendorp            | 1857–1863              |
| Frederik Louis Wilhelm van Brakell                  | 1863–1865              |
| Hendrik Rudolph Willem van Goltstein van Oldenaller | 1865–1868              |
| Alexander Carel Jacob Schimmelpenninck van der Oye  | 1868–1877              |
| Jan Derk van Rechteren van Ahnen                    | 1877–1886              |
| François Maximiliaan van der Duyn                   | 1886–1889              |
| Otto van Dedem                                      | 1889–1894              |
| Reinhard Jan Christiaan van Pallandt van Rosendael  | 1894–1899              |
| Emilius Johann van Pallandt                         | 1899–1914              |
| Alexander Schimmelpenninck van der Oye              | 1914–1918              |
| Anne Willem Jacob Joost van Nagell                  | 1918–1936              |
| Otto Jacob Eiffelanus van Wassenaer van Catwijck    | 1936–1939              |
| Karel Gerrit Willem van Wassenaer                   | 1939–1946              |
| Frand Johan Julius van Heemstra                     | 1946–1958              |
| Bernhard Frederik van Verschuer                     | 1958–1971              |
| Hendrik Jan van Nagell                              | 1971–1977              |
| Paul Anthony van der Borch tot Verwolde van Vorden  | 1977–                  |